# Daniel Radu
Daniel Radu (n. 24 aprilie 1977, București, România) este un fost jucător român de polo pe apă care a concurat la Jocurile Olimpice de vară din 1996.